# Іда Геллстрем
Іда Геллстрем (швед. Ida Hellström; нар. 26 березня 1979) — шведська борчиня вільного стилю, срібна та триразова бронзова призерка чемпіонатів світу, чотириразова срібна призерка чемпіонатів Європи.

## Біографія
Боротьбою почала займатися з 1989 року. Двічі, у 1995 і 1996 роках ставала чемпіонкою Європи серед юніорів. Виступала за борцівський клуб «Sparvaegens» зі Стокгольма. Тренер — Ришард Свієрад.

## Спортивні результати на міжнародних змаганнях

### Виступи на Чемпіонатах світу
| Змагання                        | Збірна | Вагова категорія          | Місце  |
| ------------------------------- | ------ | ------------------------- | ------ |
| Чемпіонат світу з боротьби 1995 | Швеція | жіноча боротьба, до 50 кг | 10     |
| Чемпіонат світу з боротьби 1996 | Швеція | жіноча боротьба, до 50 кг | Бронза |
| Чемпіонат світу з боротьби 1997 | Швеція | жіноча боротьба, до 51 кг | 8      |
| Чемпіонат світу з боротьби 1998 | Швеція | жіноча боротьба, до 51 кг | Срібло |
| Чемпіонат світу з боротьби 1999 | Швеція | жіноча боротьба, до 51 кг | 6      |
| Чемпіонат світу з боротьби 2000 | Швеція | жіноча боротьба, до 51 кг | Бронза |
| Чемпіонат світу з боротьби 2001 | Швеція | жіноча боротьба, до 51 кг | 16     |
| Чемпіонат світу з боротьби 2002 | Швеція | жіноча боротьба, до 48 кг | Бронза |
| Чемпіонат світу з боротьби 2003 | Швеція | жіноча боротьба, до 48 кг | 24     |

### Виступи на Чемпіонатах Європи
| Змагання                         | Збірна | Вагова категорія          | Місце  |
| -------------------------------- | ------ | ------------------------- | ------ |
| Чемпіонат Європи з боротьби 1996 | Швеція | жіноча боротьба, до 50 кг | 4      |
| Чемпіонат Європи з боротьби 1997 | Швеція | жіноча боротьба, до 51 кг | 4      |
| Чемпіонат Європи з боротьби 1998 | Швеція | жіноча боротьба, до 51 кг | 6      |
| Чемпіонат Європи з боротьби 1999 | Швеція | жіноча боротьба, до 51 кг | 8      |
| Чемпіонат Європи з боротьби 2000 | Швеція | жіноча боротьба, до 51 кг | Срібло |
| Чемпіонат Європи з боротьби 2001 | Швеція | жіноча боротьба, до 51 кг | 8      |
| Чемпіонат Європи з боротьби 2002 | Швеція | жіноча боротьба, до 51 кг | Срібло |
| Чемпіонат Європи з боротьби 2003 | Швеція | жіноча боротьба, до 51 кг | Срібло |
| Чемпіонат Європи з боротьби 2004 | Швеція | жіноча боротьба, до 51 кг | Срібло |
| Чемпіонат Європи з боротьби 2005 | Швеція | жіноча боротьба, до 51 кг | 7      |

### Виступи на інших змаганнях
| Змагання                                                     | Збірна | Вагова категорія          | Місце  |
| ------------------------------------------------------------ | ------ | ------------------------- | ------ |
| Міжнародний меморіал Дейва Шульца 2001                       | Швеція | жіноча боротьба, до 51 кг | Золото |
| Austrian Ladies Open 2001                                    | Швеція | жіноча боротьба, до 51 кг | Золото |
| Manitoba Open 2002                                           | Швеція | жіноча боротьба, до 51 кг | Срібло |
| Klippan Lady Open 2002                                       | Швеція | жіноча боротьба, до 51 кг | Золото |
| Міжнародний меморіал Дейва Шульца 2003                       | Швеція | жіноча боротьба, до 51 кг | Срібло |
| Гран-прі Німеччини з боротьби 2003                           | Швеція | жіноча боротьба, до 55 кг | 7      |
| Олімпійський кваліфікаційний турнір з боротьби 2004 (Туніс)  | Швеція | жіноча боротьба, до 48 кг | 12     |
| Олімпійський кваліфікаційний турнір з боротьби 2004 (Мадрид) | Швеція | жіноча боротьба, до 48 кг | 6      |
| Klippan Lady Open 2005                                       | Швеція | жіноча боротьба, до 51 кг | Бронза |

### Виступи на змаганнях молодших вікових груп
| Змагання                                       | Збірна | Вагова категорія          | Місце  |
| ---------------------------------------------- | ------ | ------------------------- | ------ |
| Чемпіонат Європи з боротьби серед юніорів 1995 | Швеція | жіноча боротьба, до 52 кг | Золото |
| Чемпіонат Європи з боротьби серед юніорів 1996 | Швеція | жіноча боротьба, до 52 кг | Золото |
| Чемпіонат Європи з боротьби серед юніорів 1997 | Швеція | жіноча боротьба, до 50 кг | 5      |
| Чемпіонат світу з боротьби серед юніорів 1998  | Швеція | жіноча боротьба, до 50 кг | 6      |
| Чемпіонат світу з боротьби серед юніорів 1999  | Швеція | жіноча боротьба, до 54 кг | 5      |